# Vale-presente
Vales-presente (português brasileiro) ou cartões-presente (português europeu), também conhecido como gift cards são cartões pré-pagos transferíveis que possuem uma limitada quantia de crédito, ou algo diverso de um serviço (físico ou digital) que pode ser usado para adquiri-los (em curto ou longo-prazo) sem a necessidade de usar outro meio de pagamento complexo ou burocrático como é o caso dos Cartões de Crédito ou Cheques em quase todo o mundo. Por isso, muito usado para presentear alguém, principalmente crianças e adolescentes.

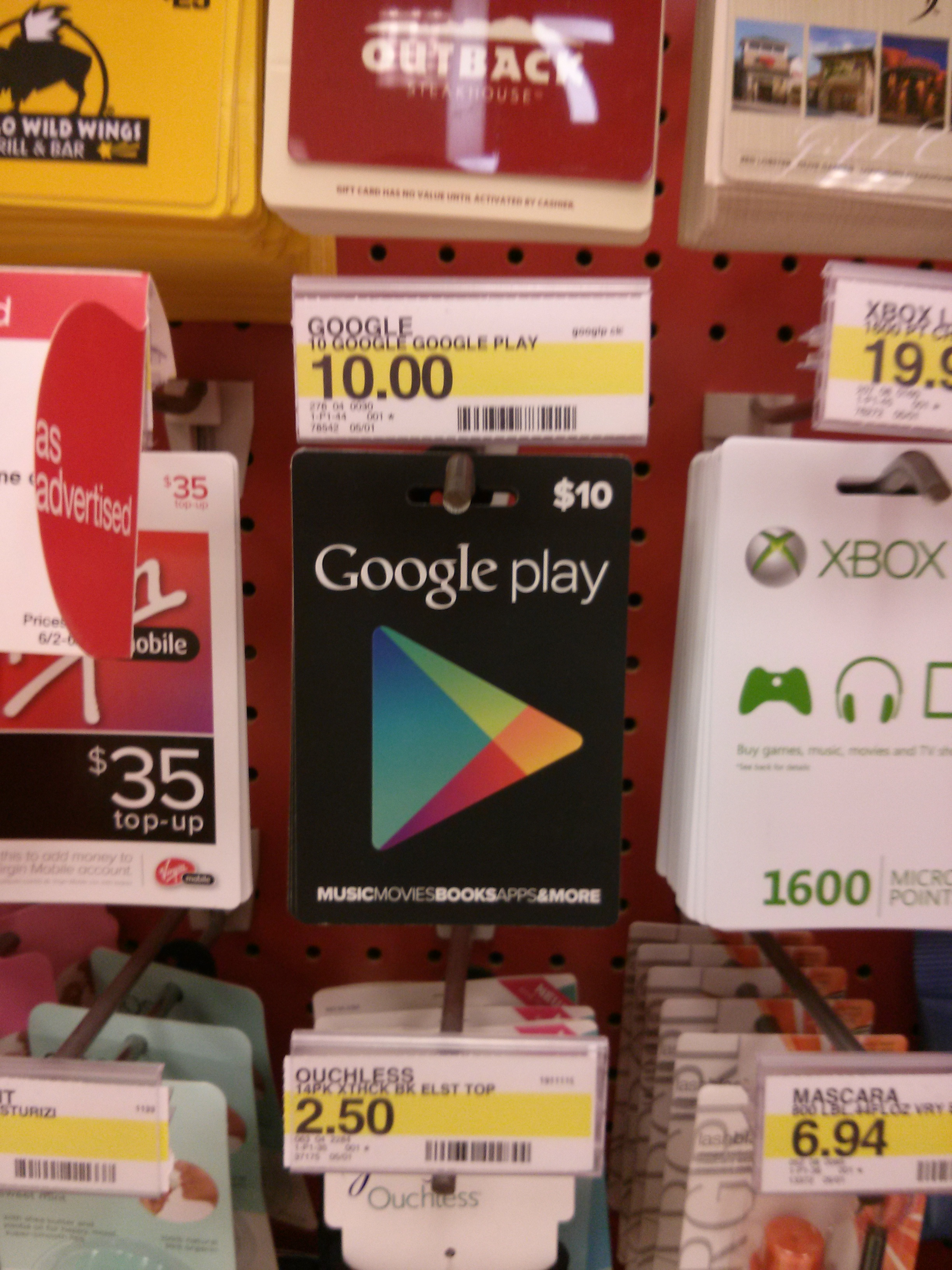
Gift cards de US$10 da Google Play (ao centro), Xbox (à direita) e do Outback (acima) à venda em um mercado.

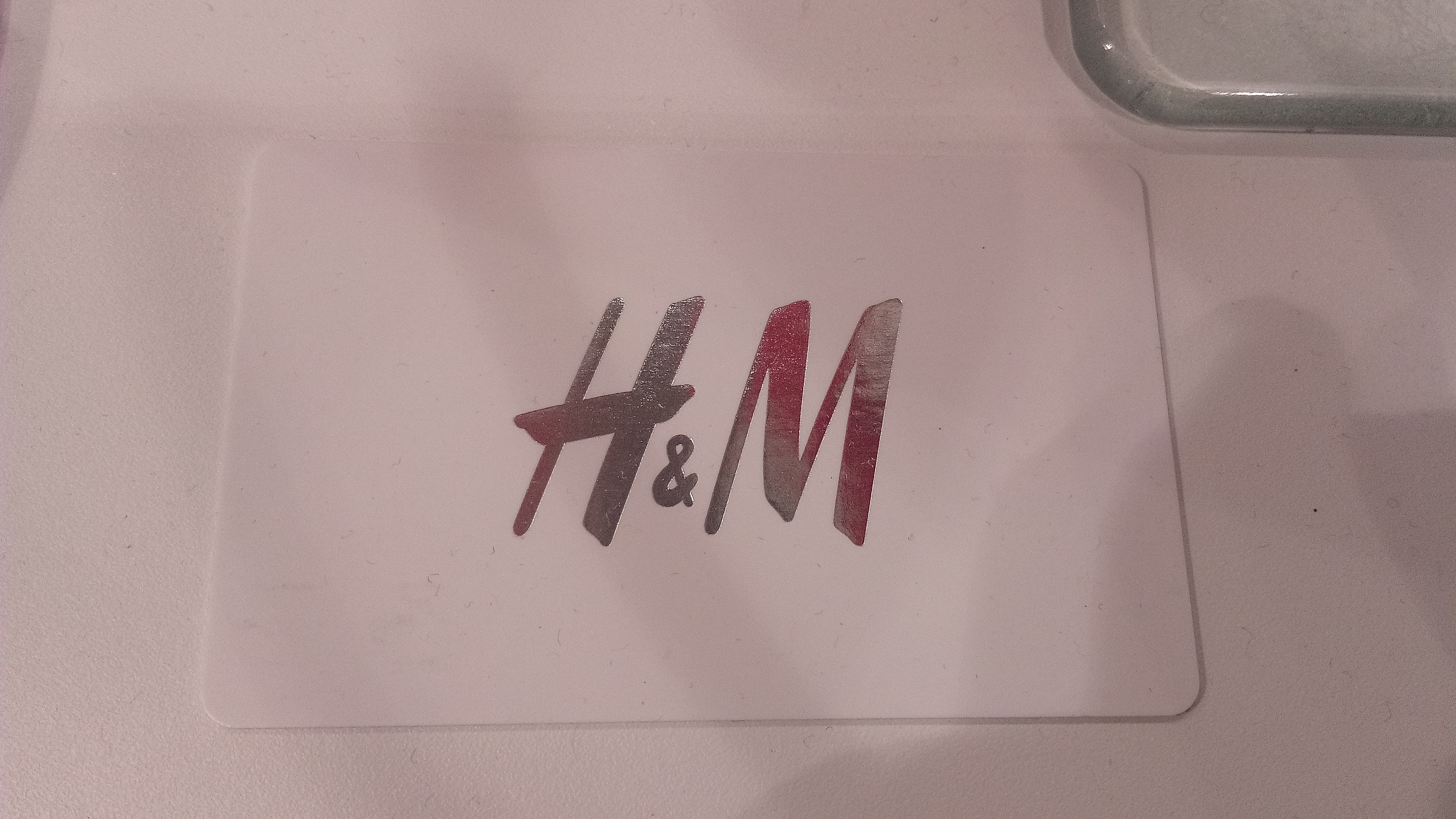
Frente de um Gift Card da H&M com arte da empresa.

Gift cards são populares na indústria de streaming, como Netflix, Spotify, YouTube, Twitch e também na Indústria de Jogos eletrônicos, como: Minecraft, Roblox, PUBG, ETS2, League of Legends que incluem também: Google Play Store, Apple Store, Nintendo, Steam por oferecerem um tipo de "Conta bancária" dentro de suas lojas/aplicativos para que os clientes possam acumular quantos Gift Cards quiserem dentro de suas contas e utiliza-los, também, em aplicações secundárias e terciárias, quando e onde quiserem de forma eficiente, sem complicações. Também são populares em lojas físicas como Walmart, Chipotle, Starbucks, Subway, McDonald's, Burger King, Target, Best Buy, Game Stop que oferecem, na maioria das vezes, descontos e/ou cashbacks como também outros benefícios para os que usam seus gift cards.
Eles oferecem praticidade ao permitir que comprem Gift Cards (físico) em diversos comércios, como: Mercados, drogarias, postos de combustíveis, aeroportos, shoppings com dinheiro em espécie, logo após, que seja ser usado na plataforma sem dificuldades para adquirir um produto ou serviço usando os créditos daquele cartão utilizando de na maioria das vezes um código que após ativado no caixa, pode ser resgatado na plataforma.
Gift cards possuíam o objetivo inicial de ser compartilhados de pessoa para pessoa na forma de presente, sorteio, prêmio ou qualquer outro tipo de premiação entre pessoas, mas hoje em dia é muito utilizado em benefício próprio, por muitas empresas oferecerem beneficios aos seus usuários que usam seus gift cards.
Existem vários tipos de Gift Cards, com vários formatos, tamanhos, cores, preços, entre outros. Por exemplo, Vale Presentes do League Of Legends são estampados com um Champion diferente para cada Vale.
Cada um é pertencente a alguma empresa e que exercem funções especificas para se encaixar a cada tipo de usuários, necessidades ou situações.

## Gift Card físicos e digitais

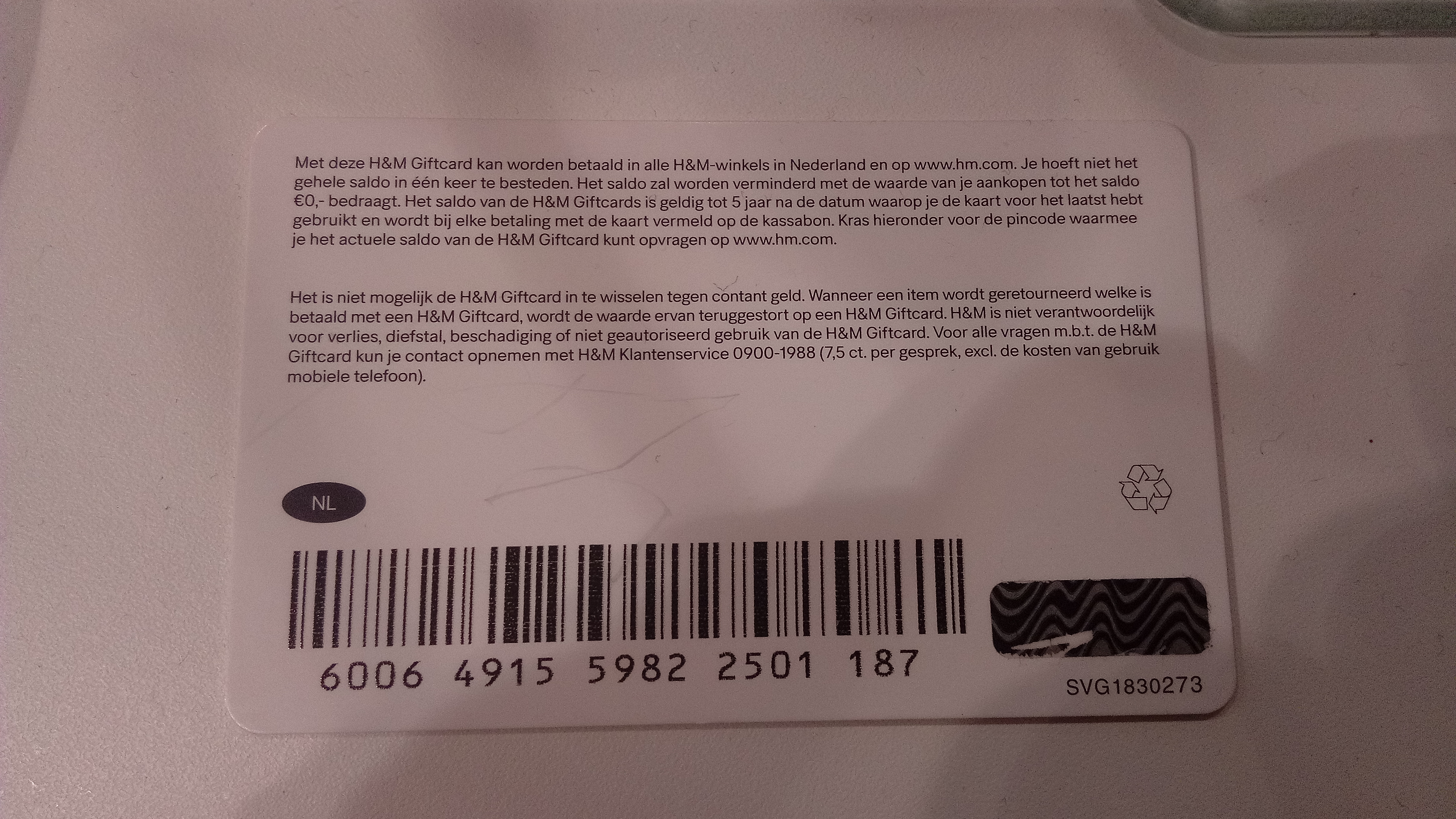
Verso de um Gift Card da H&M onde mostra um Código de Resgate para produtos físicos e outras informações jurídicas.

### Gift Cards físicos
Esse tipo de Gift Card é o mais popular no mundo, vendidos principalmente em comércios físicos, com ele é possível manter total integridade do Código de Resgate para, por exemplo, presentear alguém, colecionar ou revender.

Com esse tipo de Gift Card, caso a empresa fornecedora permitir, também é possível recarrega-lo para usar à longo-prazo em compras físicas, como restaurantes, lojas oficiais ou supermercados funcionando quase ou totalmente igual a um Cartão de Débito comum, mas sendo também, totalmente transferível.

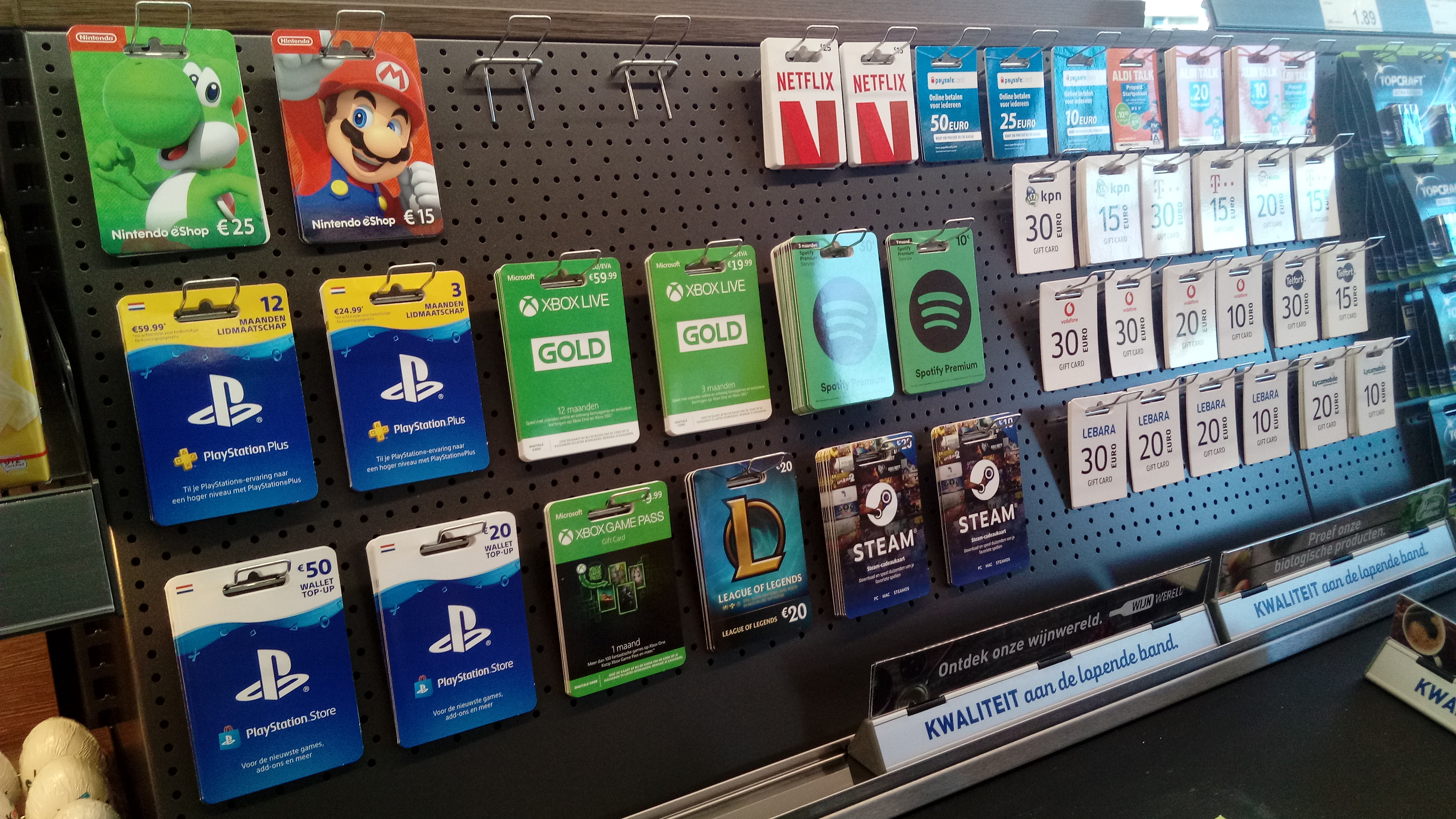
Vários Gift Cards físicos à venda.

### Gift Cards digitais
Esse tipo de Gift Card não é muito popular. Ele é usado em compras online compartilhadas de pessoa para pessoa, apesar de ser semelhante a um Gift Card físico, ele não requer ativação e não é possível recarrega-lo após o uso, sendo ele, totalmente bloqueado para a empresa e para o cliente de usa-lo no futuro, sendo utilizável apenas uma vez.

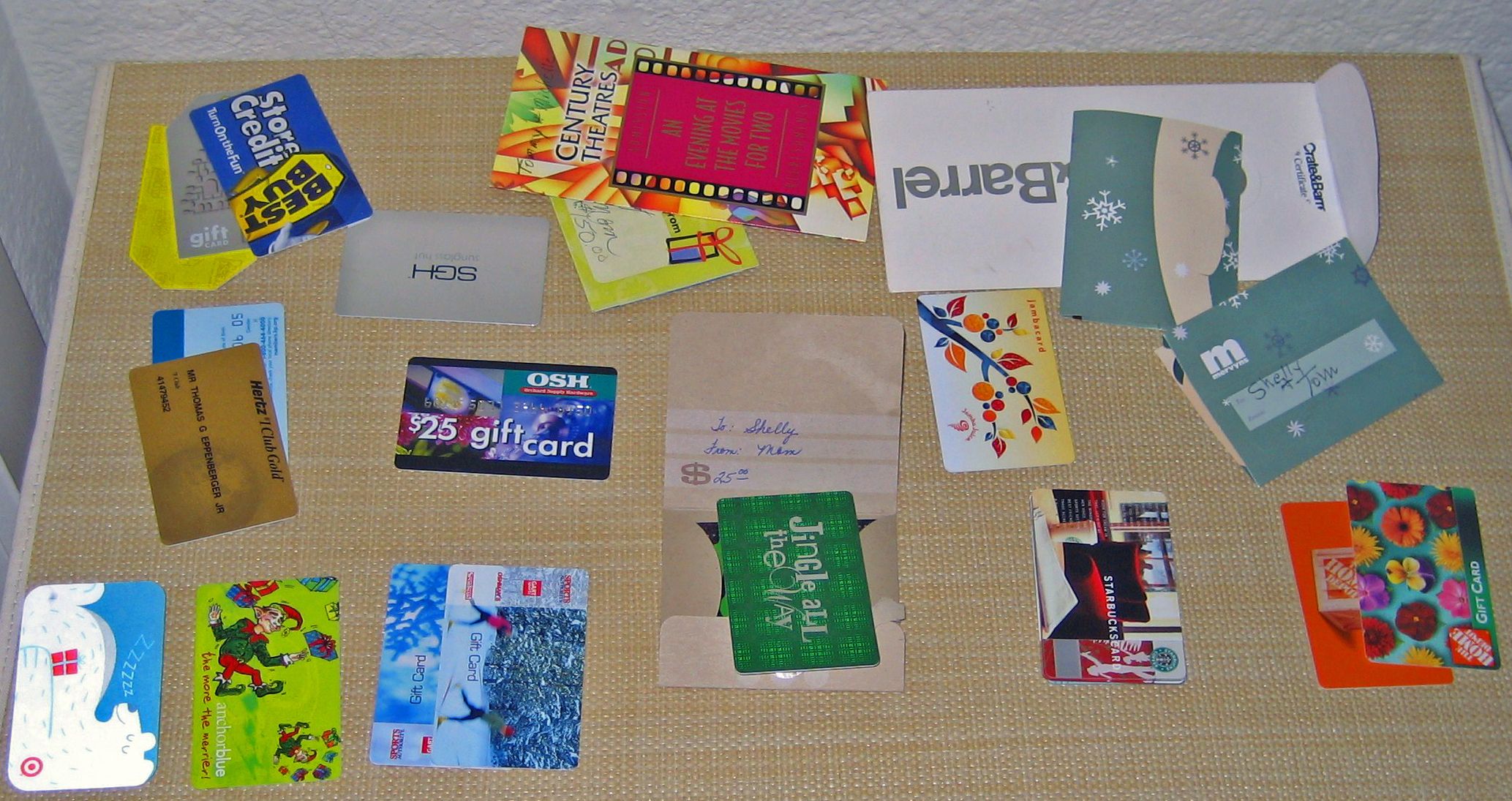
Pequena coleção de Gift Cards clássicos.

Com esse tipo de Gift Card os fornecedores não costumam conceder benefícios adicionais e é utilizado apenas para resgate de algo especifico. Também não possuem praticidade nem privacidade total, já que para adquirir um gift card digital, é necessário inserir além de dados pessoais, alguma forma de pagamento burocrática (Geralmente Cartão de Crédito).
Gift cards digitais são comumente vendidos apenas em lojas online, não sendo possível usa-los no mundo todo e nem em lojas físicas. O serviço contempla diversos segmentos, como plataformas de streaming, apps de relacionamento, games e redes de fast-food. Além disso, alguns revendedores oficiais, como Rei dos Coins,  oferecem benefícios adicionais, como cashback e valores promocionais em determinadas plataformas.

## Colecionadores de Gift Cards
Não é de se surpreender que uma coisa tão diversificada como gift cards chame atenção das pessoas. Com tantas formas, cores, tamanhos, preços, comemorações e homenagens, várias pessoas no mundo colecionam, vendem e fazem sorteios de seus Gift Cards na internet ao redor do mundo.
Segundo o Guinness Book of World Records as pessoas que possuem a maior coleção de gift cards no mundo é Aaron Miller e David Miller, dois irmãos estado-unidenses com um total de 3,215 Gift Cards, que foi alcançado no dia 30 de agosto de 2013.